# ليلي (ممثلة)
ليلي (باليابانية: りりィ) هي ملحنة ومغنية مؤلفة وممثلة يابانية، ولدت في 17 فبراير 1952 في اليابان، وتوفيت في 11 نوفمبر 2016.

## أعمال

### افلام
- معجزة (2011)

### مسلسلات
- هانزاوا ناوكي

## وصلات خارجية
- ليلي على موقع IMDb (الإنجليزية)
- ليلي على موقع ميوزك برينز (الإنجليزية)
- ليلي على موقع أول موفي (الإنجليزية)
- ليلي على موقع ديسكوغز (الإنجليزية)
- ليلي على موقع قاعدة بيانات الفيلم (الإنجليزية)